# Xian autonome tibétain de Tianzhu
Pour les articles homonymes, voir Tianzhu.
Le xian autonome tibétain de Tianzhu (天祝藏族自治县 ; pinyin : Tiānzhù zàngzú Zìzhìxiàn) est un district administratif de la province du Gansu en Chine. Il est placé sous la juridiction de la ville-préfecture de Wuwei.

## Démographie
L"ensemble de la population du district est de 216 033 habitants en 1999, tandis-que le centre urbain de Tianzhu compte 36 139 habitants en 2000.